# Gabriel Fauré
Gabriel Fauré (Pamiers, 1845. május 12. – Párizs, 1924. november 4.) francia zeneszerző.

## Értékelése
Claude Debussy mellett a 20. század első évtizedeinek egyik legnagyobb francia zeneszerzője volt. Elsősorban zongoradarabjai maradandóak. Stílusa a klasszicizmustól a romantikáig terjedt.

## Életrajza
Toussaint-Honoré Fauré és Marie-Antoinette-Hélène Lalène-Laprade gyermekeként jött a világra. Szülei kicsiny korában egy dajkánál helyezték el, majd 9 éves korától Saint-Saëns tanítványa volt az École Niedermeyer de Paris-ban, majd a párizsi Madeleine-templom orgonistája lett. Ezt követően a Párizsi Konzervatórium (Conservatoire national supérieur de musique et de danse de Paris) igazgatója volt 1905 és 1920 között. Támogatta a fiatal zenészgenerációt, különösen a Francia hatok (Les Six) csoportját.
75 éves korában, 1920-ban vonult nyugállományba a konzervatóriumban. Ugyanebben az évben megkapta a Becsületrend nagykeresztjét, amellyel zenészt ritkán tüntetnek ki. Egészsége megrendült, részben erős dohányzása miatt.  Gabriel Fauré tüdőgyulladásban halt meg Párizsban 1924-ben. A gyászünnepség a Madeleine-templomban volt. Hamvai a párizsi Passyi temetőben találhatók.

## Híres növendékei
- Louis Aubert,
- Nadia Boulanger,
- Maurice Ravel

## Főbb művei
- zongoradarabok : Valses caprices, Impromptus, Nocturnes, Barcarolles, Préludes, la suite Dolly
- vokális zene:
  - Mélodies (egyetlen hangra, zongorakísérettel)
  - Cantique de Jean Racine
- színpadi zene és szimfonikus zene :
  - Pavane (1887),
  - Pelleász és Mélisande (Pelléas et Mélisande) (1898),
  - Masques et bergamasques (1920)
  - Prométheusz (opera, 1900)
  - Penelopé (opera, 1913)
- egyházi zene:
  - Requiem (Messe de Requiem Op. 48)(1887 – 1890)
- hegedűre:
  - Hegedűverseny [befejezetlen] (1878–80) (3 tételből kettő készült el, 1 fennmaradt)
  - A-dúr hegedűszonáta #1 op. 13
  - e-moll hegedűszonáta #2 op. 108

## Emlékezete Magyarországon
- Pécsett a Martyn Ferenc Múzeum előtt áll Martyn Ferenc két bronzplasztikája, amelyek közül az egyik címe: Gabriel Fauré emlékére.